# Kenneth E. Miller
Kenneth E. Miller (* 6. Juli 1926 in Chapman, Kansas; † 15. Januar 2016 in Madison, Wisconsin) war ein US-amerikanischer Politikwissenschaftler und Hochschullehrer.

## Leben und Wirken
Nach seinem Militärdienst studierte Kenneth E. Miller Politikwissenschaft an der University of Kansas und schloss dort sein Studium mit dem Bachelor- und Magistergrad ab. Seine Promotion erfolgte an der Johns Hopkins University. Von 1955 bis zum Eintritt in den Ruhestand 1993 lehrte und forschte er an der Rutgers University. An dieser Universität hatte er die erste Professur für Politikwissenschaft inne. Miller beschäftigte sich vor allem mit dem Vergleich politischer Systeme, ein besonderer Schwerpunkt seiner Arbeit war das politische System Dänemarks. Hierfür hielt er sich ein Jahr lang zu Forschungszwecken an der Universität Kopenhagen auf.

## Veröffentlichungen (Auswahl)
Monographien
- Socialism and foreign policy. Theory and practice in Britain to 1931. Nijhoff, The Hague 1967.

- Government and politics in Denmark. Houghton Mifflin, Boston 1968.
- (Hrsg., mit Norman Samuels): Power and the people. Readings in American politics. Goodyear, Pacific Palisades, Calif. 1973.

- (Bearb.): Denmark (= World bibliographical series, Bd. 83). Clio Press, Oxford 1987, ISBN 1-85109-042-8.
- Greenland (= World bibliographical series, Bd. 125). Clio Press, Oxford 1991, ISBN 1-85109-139-4.
- Denmark. A troubled welfare state. Westview Press, Boulder, Colo. 1991, ISBN 0-8133-0834-8.
- Friends and rivals. Coalition politics in Denmark, 1901-95. University Press of America, Lanham, Md. 1996, ISBN 0-7618-0187-1.
- From progressive to New Dealer. Frederic C. Howe and American liberalism. Pennsylvania State University Press, University Park, Pa. 2010, ISBN 978-0-271-03742-4.

Aufsätze
- John Stuart Mill's Theory of International Relations. In: Journal of the history of ideas, Bd. 22 (1961), S. 493–514.
- The Danish electoral system. In: Parliamentary affairs, Bd. 18 (1964/65), S. 71–81.
- Louis Pio and Danish settlements in America. In: American-Scandinavian Review, Bd. 59 (1971), H. 3, S. 278–285.
- Parliament and local government reform in Danmark. In: Parliamentary affairs, Bd. 24 (1971), S. 321–337.
- Danish socialism and the Kansas prairie. In: Kansas historical quarterly, Bd. 38 (1972), H. 2, S. 156–168.
- Scandinavian Politics in the 1970s. In: American-Scandinavian Review, Jg. 1974, H. 3, S. 254–264.
- Policy-making by referendum. The Danish experience. In: West European politics, Bd. 5 (1982), S. 54–67.